# Paul Stanley
Paul Stanley е дебютен соло студиен албум на ритъм китаристът и вокалист на американската рок група Kiss Пол Стенли. Издаден е на 18 септември 1978 г. от Casablanca Records.

## Обща информация
Това е единственият албум от четирите солови албума на Kiss, които включват само оригинални песни, тъй като Симънс, Крис и Фрели записват по един кавър в своите. Албумът достига 40-о място в Billboard 200. Allmusic дава на албума 3 звезди от 5 и пише, че е най-„Kiss-изглеждащ“ от всички техни солови албуми.

## Състав
- Пол Стенли – вокали, ритъм китара, соло китара, акустична китара
- Боб Кулик – соло китара, акустична китара
- Стив Бъслоу – бас в песни 1–5
- Ерик Нелсън – бас в песни 6–9
- Ричи Фонтана – барабани в песни 1–4
- Кармайн Епъс – барабани в песен 5
- Крейг Крампф – барабани в песен 6–9
- Даяна Грасели – беквокали в песен 2
- Мириъм Наоми Вал – беквокали в песен 2
- Мария Видал – беквокали в песен 2
- Пепи Кастро – беквокали в песни 3 и 7
- Дъг Кацарос – пиано
- Стив Лейси – китара в песен 8

## Песни
Всички песни са написани от Пол Стенли, с изключение на песни 2, 3 и 5, сънаписани от Майкел Яп.
| 1.    | Tonight You Belong to Me                         | 4:41 |
| 2.    | Move On                                          | 3:12 |
| 3.    | Ain't Quite Right                                | 3:34 |
| 4.    | Wouldn't You Like to Know Me                     | 3:16 |
| 5.    | Take Me Away (Together as One)                   | 5:26 |
| 6.    | It's Alright                                     | 3:38 |
| 7.    | Hold Me, Touch Me (Think of Me When We're Apart) | 3:40 |
| 8.    | Love in Chains                                   | 3:34 |
| 9.    | Goodbye                                          | 4:09 |
| 35:10 |                                                  |      |

## Позиции в класасиите
Албум – Billboard (Северна Америка)
| Класация (1978) | Позиция |
| --------------- | ------- |
| Канада          | 43      |
| Япония          | 18      |
| US Pop Albums   | 40      |

Сингли – Billboard (Северна Америка)
| Сингъл                                             | Класация (1978)  | Позиция |
| -------------------------------------------------- | ---------------- | ------- |
| „Hold Me, Touch Me (Think of Me When We're Apart)“ | Канада           | 64      |
| „Hold Me, Touch Me (Think of Me When We're Apart)“ | U.S. Pop Singles | 46      |